# Rasztafariánus mozgalom

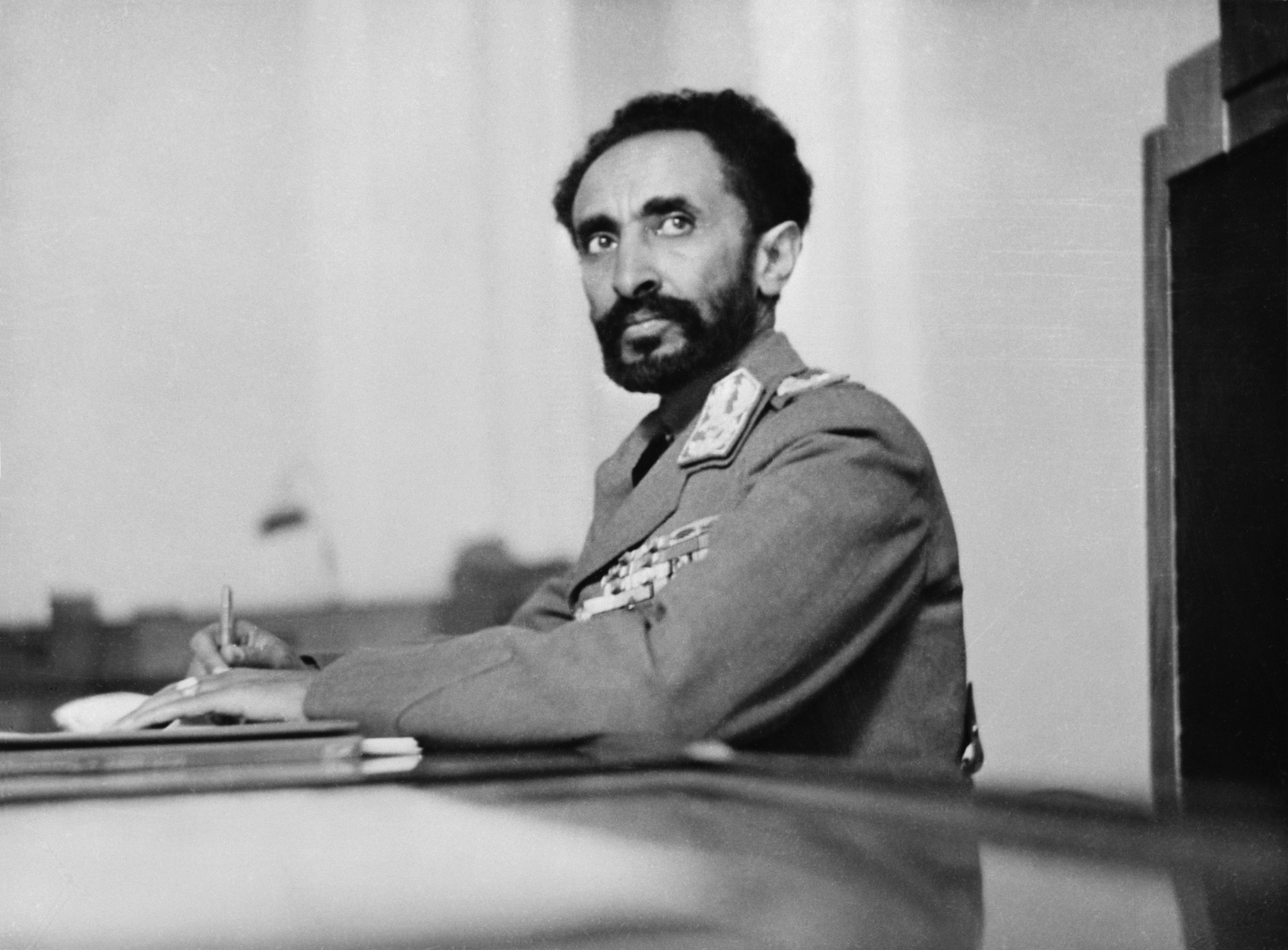
Hailé Szelasszié etióp császár, a rasztafári mozgalom alapítója és messiása

A rasztafariánus vagy rasztafári vallás (röviden raszta) egy vallási mozgalom, ami I. Hailé Szelasszié etióp császárt tiszteli. (a Királyok Királya, az Urak Ura és Júda (Júdea) népének hódító oroszlánja – the King of Kings, Lord of Lords and the conquering Lion of the tribe of Judah tiszteletbeli megnevezéssel). A rasztafári elnevezés a Rasz Tafari Makonnen névből ered, ez volt a neve Hailé Szelasszié császárnak a koronázása előtt. Szelassziét a raszták Jah-nak ("dzsá" Jahve rövidítése, Isten megnevezése) a földi megtestesülésének és a szentháromság tagjának tekintik.
A mozgalom a jamaicai fekete munkásoktól és parasztoktól ered az 1930-as évekből, egy bibliai prófécia sajátos értelmezéséből, fekete politikai aspirációkból és Marcus Mosiah Garvey raszta próféta tanításaiból, habár Garvey maga nem ismeri el Szelassziét messiásnak. A mozgalom eredetileg a fekete felsőbbrendűséget hirdette. Ez a jellemző nagyjából lekopott róla, mivel gyorsan nyitott mindenféle népcsoport felé, bár a három legnagyobb rendje közül az egyik, a Bobo Shanti ma is vallja.
A raszta mozgalom a világ számos részén elterjedt, főleg migráció útján és a reggae-zene közvetítésével, ami főként Bob Marley-nak köszönhető. 2000-ben több mint egymillió raszta volt szerte a világon. A jamaicaiak öt százaléka tartja magát raszta vallásúnak.

## I. Hailé Szelasszié
Etiópiában 1928. október 7-én Rasz Tafari Makonnent császárrá választották, illetve a királyok királyává 1930. november 2-án vált Zauditu császárnő halála után. Nevét ezután Hailé Szelasszié-re változtatta. Hailé Szelasszié Dávid 225. utódjának, valamint Salamon király és Sába királynő örökösének számít.
Etiópia fekete császára volt, akinek az etióp neve trónra lépése előtt "Rasz Tafari", azaz „Tafari herceg/nagyúr” volt. Szelasszié maga természetesen nem volt raszta, az etióp kereszténység híve volt.
Az eseményt Jamaicában Garvey hívei jelzésnek vették: „eljött a fekete király?” – kérdezték sokan. Nem kevesen voltak, akik Garvey jóslatainak beteljesülését látták Hailé Szelasszié-ben, és istenként tisztelték. Megalakult egy vallásos csoport, mely magát a – császár polgári neve után – „Rasztafárik”-nak nevezte. Többek között azt is vallották, hogy a feketék az ősi izraeliták reinkarnációi, hogy Hailé Szelasszié az élő isten, hogy Etiópia a mennyország, hogy Jamaica maga a pokol, valamint hogy a feketék a fehéreknél magasabb rendűek, és hamarosan ők fogják a világot irányítani, továbbá hogy a császár és Isten, Hailé Szelasszié a közeljövőben kezdeményezni fogja visszavándorlásukat Etiópiába.
A rasztafári vallás rengeteg követőre talált a gettókból, hiszen rengeteg feketének visszaadta az önbecsülését és a reményét egy szebb jövőre. Az Afrikába álmodott visszatérés azonban soha nem következett be, mivel Haile Selassie személyesen végül csak 1966 -ban látogatott el Jamaicára, ahol százezrek várták jövetelét. Haile Selassie meglepetésre azonban nem nyilatkozott sem a rasztafárizmusról, sem saját isteni mivoltáról. Elterjedt a hír, hogy a császár titokban ennek ellenére egy kommünikét adott át néhány jeles raszta vezetőnek, miszerint a visszatérésre csak akkor kerülhet sor, ha Jamaica először felszabadítja magát a neokolonializmus rablásai alól. Ezzel a raszta vallás egy konkrét pontja – miszerint a visszatérés oldja majd meg az élet problémáit – megsemmisült, hiszen az Afrikába való visszatérés egy meg nem nevezett távoli időpontra tolódott. Hailé Szelasszié pár évvel egy palotaforradalom után, 1975. augusztus 27-én, hatalom nélkül, megalázottan hunyt el. A jamaicai rasztákat ez azonban nem zavarja, szerintük „you nuh cyan bury Jah (you can't bury Jah)”, azaz, Jah-t nem lehet eltemetni.
Senki sem tudhatja biztosan, hogy Szelasszié a raszta mozgalom tagjaival érzett-e bármilyen szolidaritást, vagy bármiben egyetértett-e velük. Amikor egy raszta csoport Etiópiába utazott, hogy tiszteletüket tegyék palotájában, egyszerűen elküldték őket. Ez persze nem rendítette meg a raszták hitét, inkább megerősítette azt. Mikor Hailé Szelasszié meghalt, a raszták nem akarták elhinni, úgy hitték, hogy csak a média hazugsága a hír, hogy összetiporják vallásukat. A raszták hiszik, hogy Szelasszié végigjárta a tökéletes életutat, és most Sion hegyének legmagasabb pontján ül Menen császárnéval, és várják az igazság eljövetelét.
A bibliai „Júda oroszlánja” (a keresztény magyarázat szerint Jézus) a raszták hitében Szelasszié, a hódító. A királyok királya, ahogy az oroszlán minden állat királya. Szelasszié oroszlánt ábrázoló gyűrűjét halála után Bob Marley kapta.

## A mozgalom kezdete

### Leonard Howell és a Pinnacle közösség
1930 és 1933 között a rasztafarizmus terjeszkedni kezdett a kingstoni gettókon keresztül. Az egyik első misszionáriust Leonard Howellnek hívták, aki Kingston utcáin képeket árult Selassiéról, úgy gondolta, hogy ezek az útlevelek, hogy visszatérhessenek Etiópiába.
Járt Afrikában, ahol részt vett az Ashanti háborúban, később az USA-ban töltötte napjait, ahol látta, hogy milyen alacsony színvonalon élnek az amerikai-feketék.
Ő keltette fel a figyelmet az emberekben a Rasztafári mozgalom felé. 1934 januárjában Howellt letartóztatták, mert egy olyan találkozón vett részt, ahol a fekete rassz felsőbbrendűségéről beszélt.
Szükségesnek érezte, hogy hazatelepítsék a feketéket Afrikába, hisz Haile Selassie az Isten és a fekete emberek egyetlen uralkodója.
Howell két év kényszermunkát kapott. Mikor kiengedték, vidékre költözött. Howell egy vad törzs, a Maroonok leszármazottja volt, akik hegyekben lakó szökevény rabszolgák volták, és folyamatosan kijátszották az angol katonákat a 17. és 18. században, az 1739-es végső győztes függetlenségi harcig.
A Pinnacle egy olyan Rasta közösség volt, amit csak gyalog, egy titkos és eléggé veszélyes útvonalon lehetett megközelíteni. A lakók száma 500 és 1600 között mozgott. Howell volt a főnök, és állítólag 13 felesége volt. A közösség bevételei a megtermesztett ganja (indiai és hasznos kender) eladásából származott, a mágikus növény volt a gyújtópontja a rituáléknak. Végül, 1941-ben a rendőrség razziázott a Pinnacle-ben, mert a szomszédok panaszkodtak, hogy a raszták ragaszkodtak ahhoz, hogy nekik, (Hailé Szelasszié nevében) és ne a jamaicai kormánynak fizessenek adót.
Miután módosították a Veszélyes Drogok Törvényét, elrendelték, hogy a jogszabály tartalmazza a ganját használók, birtoklók, termesztők és eladók börtönbüntetését, a rendőrség 70 embert tartóztatott le. Miközben 28 raszta börtönbe vonult, Howell elmenekült a hatóságok elől, ezzel növelve az őt körülvevő "legendákat".
A Pinnacle-t átrendezték, nagyobb hangsúlyt fektetve a biztonságra. A raszták elkezdtek dreadlockban (köznyelvben: "rasztahaj") hordani a hajukat, néhány kép alapján, amik szomáli és maszáj katonákról készültek. Bátorította őket ebben a 3Móz 21,5: "Ne nyírjanak kopaszságot a fejükön, szakálluk szélét le ne messék, és a testükbe vágásokat ne vágjanak." bibliamondat.
1954-ben a rendőrség ismét razziázott a Pinnacle-ben, 163 közösségi tagot tartóztattak le. A közösséget megsemmisítették, tagjai a kingstoni gettóba kerültek. Howell megőrült, kijelentette, hogy nem Szelasszié, hanem ő maga az élő Isten. Végül elmegyógyintézetbe került és ott lelte halálát 1960-ban.

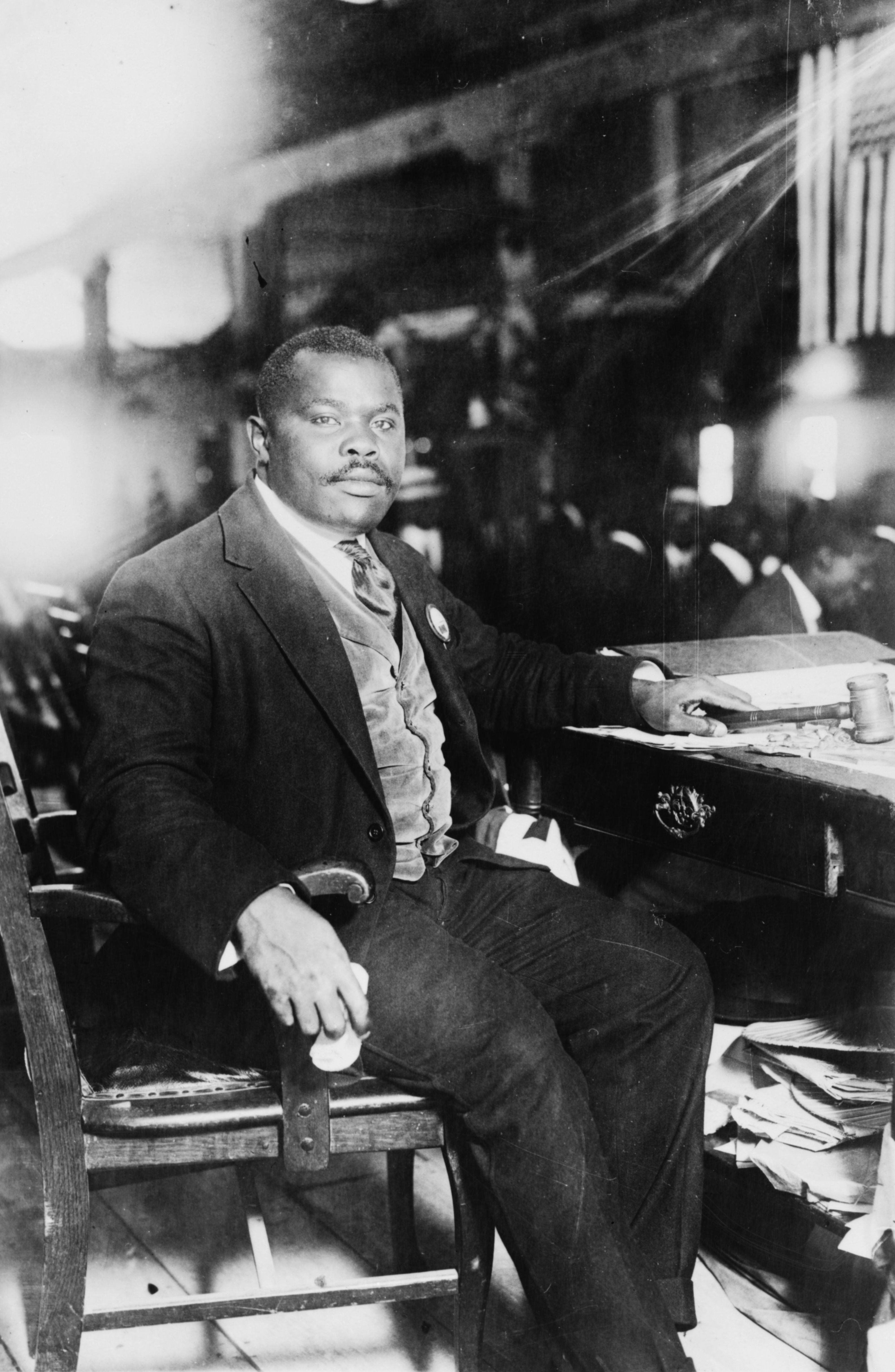
Marcus Garvey

### Marcus Garvey és a rasztafari mozgalom
A rasztafáriánus mozgalom egyik alapozója Marcus Garvey 1887-ben született St. Anns-ben, ugyanott, ahol később majd Bob Marley látja meg a napvilágot. Fiatalon csatlakozott különféle jamaicai nacionalista szervezetekhez, bejárta Közép-Amerikát, sőt Londonban is élt egy ideig. 
Sosem tartotta magát rasztának, s később több olyan kijelentést tett, amelyek ellentétesek a legtöbb mai raszta gondolkodásmódjával. Ennek ellenére a raszták többsége köztiszteletben tartja.
1916-ban az Egyesült Államokba utazott, ahol épp szárnyukat bontogatták a feketék jogaiért küzdő különféle szervezetek. Garvey New Yorkban telepedett le, ahol irodát nyitott Universal Negro Improvement Association (UNIA) nevű szervezetének. A szervezet felállításával Garvey korábban már Jamaicában is próbálkozott, azonban a sikerhez hiányzott mind a társadalmi bázis, mind a hatóság együttműködése.Garvey hátralevő életében az újságírás maradt a legfontosabb tényező. Cikkei szerte a világban feketék millióinak a szemét nyitották fel (akár egyetértettek azokkal, akár nem) és éppen Garvey egyes sorai azok, amelyek a mai raszták körében is népszerűvé teszik.
Garvey gondolatvilágának alapja, hogy a feketék, akiket rabszolgaként szertehurcoltak a nagyvilág minden részére, azóta is hontalanul élnek. Miután beilleszkedésüket a fehér ember fajgyűlölete mindig megakadályozza, haza kell térniük az őshazába: Afrikába. 1920-ban egy The New York Times-ban megjelent interjúban így foglalta össze céljait: „Ha Európa az európaiaké, akkor Afrika a világ fekete népeié.” Garvey ugyanakkor igen vallásos volt (mint akkoriban minden jamaicai), így elképzeléseihez sokszor a Bibliából keresett támaszt. Ugyanakkor hajlamos volt a Szentírás sorait sajátosan értelmezni, amivel nem volt egyedül a korabeli világban.
Egy másik híressé vált jóslata szerint „Vessétek szemeteket Afrikára, ahol hamarosan egy fekete királyt koronáznak meg, mert a szabadulás közel”. A fenti mondat később különös értelmet kapott, amikor 1930-ban megkoronázták az etióp császárt Hailé Szelassziét. A legfontosabb célnak a feketék Afrikába való „hazatelepítését” tartotta, e célból hajózási részvénytársaságot alapított „Black Star” (Fekete Csillag) néven. A Black Star hajózási társaság főként kellő utas hiányában hamarosan csődbe került, pedig a végén már közép-amerikai „helyi járatokat” is üzemeltettek. Garvey végül tönkrement, s 1935-ben Angliába költözött. Itt halt meg szegényen és elhagyatva 1940 júniusában. Később, amikor Bob Marley nyomán a rasztafarianizmus és a reggae Jamaica egyik legfontosabb „exportcikkévé” vált, Garvey földi maradványait Jamaicába szállították, szobrot állítottak neki, és ma is a legnagyobb nemzeti hősök között tartják számon.

## Istenkép
A raszták szerint a keresztények istene nem lehet elfogadható valódi isten, hanem mindössze Jah elváltoztatott másolata – a gyűlölet, a vér, a háború, és az elnyomás istene. Az igazi értékek azonban szeretet, egység, béke, egyenjogúság, és igazságosság. Ezek az élet valódi törvényei, és csak ezek betartása garantálják az örök életet. Isten a raszták hite szerint nem szellem, hanem élő lény, és ő az élők istene, aktív a világban, a természetben, és az emberben. A rasztafárik nem térítik a hitüket erőszakosan, mint más vallások, csak békésen. (Lásd: reggae zene)

## Jelképek

### Etiópia
Etiópia a raszták paradicsoma a Földön. Nyelvükön úgy nevezik "Zion". Itt nincs túlvilág vagy pokol, ahogy a keresztények hiszik. A raszták úgy hiszik, hogy őseik vétkeztek Jah (Isten) ellen, és ez vitte őket rabszolgasorsba a nyugati világban.

### Raszta haj (dreadlocks)
A jellegzetes raszta frizura (dreadlocks) szorosan kapcsolódik a mozgalomhoz, de nem általános a követők között. A hajviseletet egy ószövetségi mondattal indokolják :
„Ne nyírjanak kopaszságot a fejükön, szakálluk szélét le ne messék, és a testükbe vágásokat ne vágjanak.” (Mózes III. 21:5)
A hajviselet elterjedésének másik oka az lehetett, hogy hangsúlyozzák a fekete (göndör), és fehér emberek (egyenes hajú) közötti különbségeket.
A frizura ezen kívül Júda oroszlánjának és a Babilon elleni lázadásnak is szimbóluma. A raszták a hajnövesztést spirituális utazásnak tekintik amihez szerintük a türelem elengedhetetlen. A haj úgy válik rasztává hogy hosszú ideig nem fésülik, tupírozni nem szokás, mivel ahhoz fésű szükségeltetik. A raszta hajviselet azonban nem korlátozódik a rasztafariánus vallás követőire. A raszták számára a borotva és a fésű babiloni vagy római találmányok, amelyek ellentétesek a hittel.
A hajukat teljesen elhanyagoló, hajukat egy tincsben hordó rasztákat pha rasta-áknak nevezik.
A reggae zenében a hit követőit gyakran röviden dreadlock-nak vagy Natty Dread-nek nevezik a hajra utalva, míg a nem-hívőket kopaszoknak (baldheads).

### A jelképük a „ganja”

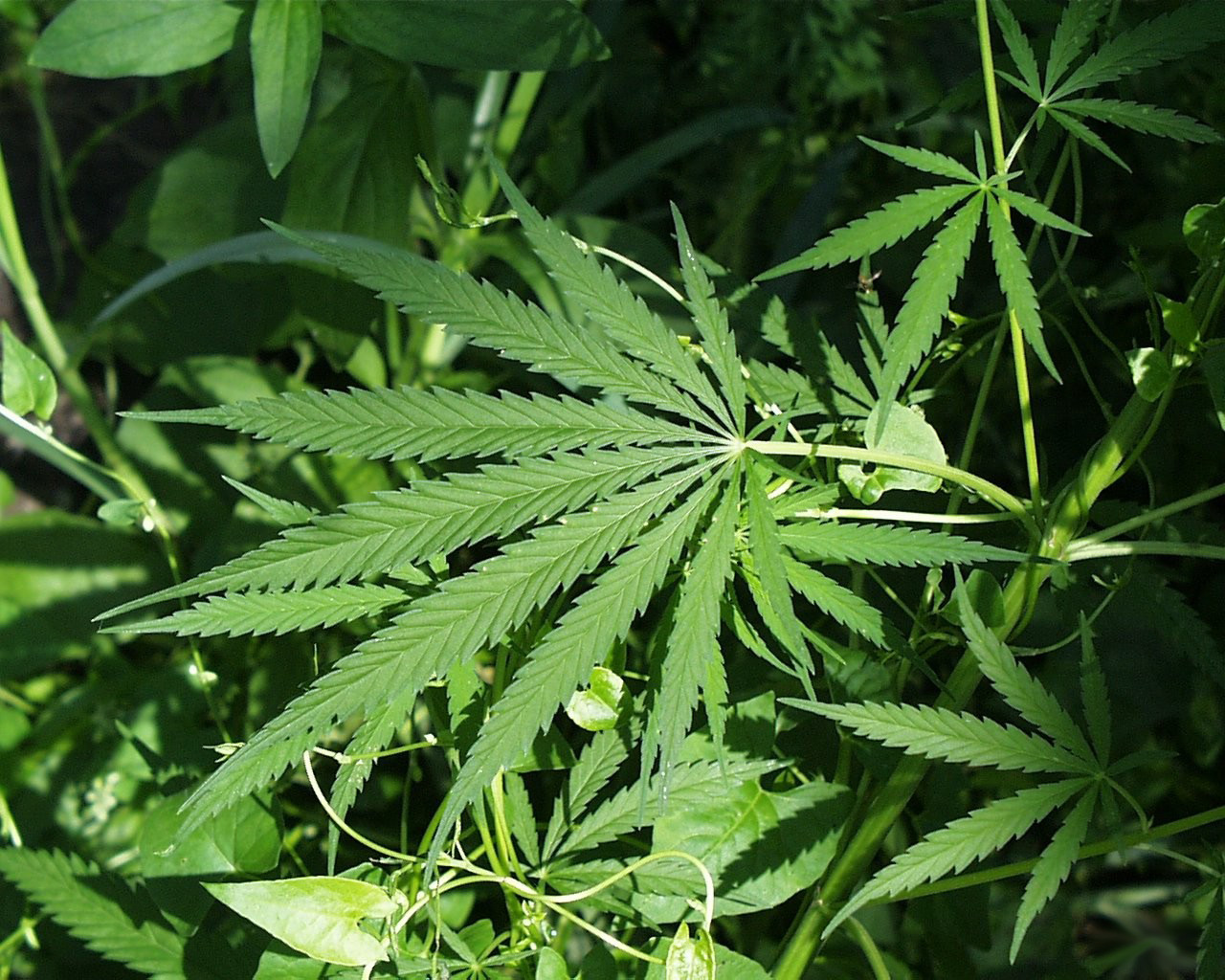
…és a ganja a rasztafari mozgalom jelképei.

A raszták számára a marihuána (ganja, fű) szívása spirituális cselekedet. Szentségnek tekintik, ami elősegíti a tudatosságot, békét és közelebb viszi őket Istenhez (Jah). Sokan afrikai eredetűnek tartják a kannabiszt és afrikai kultúrájuk részének tekintik, amihez vissza szeretnének térni.
Szembeállítják a füvet az alkohollal, amit nem tekintenek az afrikai kultúra részének, és úgy tartják, hogy sokkal rosszabb hatással van rájuk. Bár a ganja jótékony hatású, használata nem kötelező és vannak raszták, akik nem szívnak.
Az indiai rasztahajú aszkéták több száz éve szívnak kanabiszt, és a több ezer indiai hindu bevándorlása óta terjesztik ezt a kultúrát Jamaicában. Hitük szerint a fű szívása bibliai szentség és segíti a meditációt és a vallásos szemléletet. Emellett számontartják a növény gyógyító hatásait is: természetes „nyugtató”, de egyes fajtáinak élénkítő hatása van, és rengeteg betegség gyógyítható és/vagy ápolható vele.
Ezt a következő igehelyekkel támasztják alá:
- Mózes1 1:11

Azután monda Isten: Hajtson a föld gyenge füvet, maghozó füvet, gyümölcsfát, a mely gyümölcsöt hozzon az ő neme szerint, a melyben legyen néki magva e földön. És úgy lőn.
(új fordítás: Növesszen a föld növényeket: füvet, amely magvakat hoz, gyümölcsfát, amely fajtájának megfelelő gyümölcsöt terem, amelyben magva lesz a földön. És úgy történt)
- Mózes1 3:18

Töviset és bogácskórót teremjen tenéked; s egyed a mezőnek füvét.
(Tövist és bogáncsot hajt neked, és a mező növényét eszed.)
- Péld. 15:17

Jobb a paréjnak étele, ahol szeretet van, mint a hízlalt ökör, a hol van gyűlölség.
("Better is a dinner of herb where love is, than a stalled ox and hatred therewith.")
- Zsoltárok 104:14

Az ki füvet sarjaszt a barmoknak és növényeket az embereknek hasznára, hogy eledelt vegyenek a földből, És bort, a mely megvidámítja a halandónak szívét, fényesebbé teszi az orczát az olajnál; és kenyeret, a mely megerősíti a halandónak szívét.
Új ford: (Füvet sarjasztasz az állatoknak, növényeket a földművelő embernek, hogy kenyeret termeljen a földből, és bort, ami felvidítja az ember szívét, és ragyogóbbá teszi arcát az olajnál, a kenyér pedig erősíti az ember szívét.)

### Színek
A mozgalom színei az arany (sárga), vörös, zöld az etióp zászlóról származnak.

## A rasztafári életfelfogás

A raszták "zászlaja" gyakran egy oroszlánnal a közepében ábrázolják. A zászlót sok jelentéssel ruházták fel, például: egység, béke, Jah (isten), szeretet, Zion (mennyország), hűség, stb...
A zászló Etiópia zászlajából ered.

A rasztafári életet meghatározza az összetartozás érzése minden ilyen felfogású ember között. Ezt a rasztafárik "oneness"-nek nevezik. Sok rasztafári közösségben él egymással. Isten tisztelete meghatározza életüket. Tulajdon nem létezik, ideális esetben a földterületet, amelyre szükségük van, elfoglalják.A hazugság, a lopás, a gyűlölet, a féltékenység, az irigység és az árulás elítélendő viselkedésnek minősül. Sok szempontból az egyenjogúság uralkodik (bár ez nem vonatkozik a nők helyzetére), de ez nem azért alakult ki, mert erre törvény kötelezi őket, hanem inkább mert a vallásukat következetesen betartják.
A raszták pozitív emberek, pozitívan állnak hozzá az élethez, de komoly dolgokkal is foglalkoznak, általában aktívan részt vesznek békés tüntetésekben a fű legalizálásáért világszerte.

## Halál
A rasztafári vallású emberek hisznek az örök életben, hitük ezzel kapcsolatban nagyjából megegyezik a klasszikus afrikai lélekvándorlás elméletével.
- Ha egy rasztafári öreg kora miatt meghal, akkor ő nem igazán halott. Testének részecskéi visszavándorolnak a mindenségbe, hogy újból összeállva egy újszülött gyermeket képezzenek, így az élet folytatódik tovább számára.

## Babylon
Babilon (babylon) a raszták szemében a fehér politikai hatalom elnyomása, ami a feketéket évszázadokon keresztül kísértette. A múltban a feketéket elnyomták a rabszolgaság bilincsével. A jelenben a feketék még mindig el vannak nyomva az egyenlőtlenséggel. A raszták megpróbálják emlékeztetni a feketéket örökségükre, és hogy Babilon ellen harcolni kell. Manapság ez a szó jelképez mindent ami rossz, Babylon a gonosz jelképe. Jamaikai angol nyelven (patois) a rendőrséget is jelentheti a szó.

## Etiópia, a raszták földi mennyországa
Afrikát, különösen Etiópiát a raszták földi mennyországnak tartják. Nem hisznek a halál utáni életben, vagy a pokolban, mint más vallások. Hiszik, hogy Jah küld egy jelet, és segít a feketéknek visszatérni Etiópiába, az anyaföldjükre. Jóllehet Szelasszié előbb halt meg, mint hogy a visszatérés bekövetkezett volna, de a raszták Afrika iránti vágya nem csökkent.
Nyilvánvaló raszta szimbólum a három meghatározó szín: a piros, az arany és a zöld. A színek a Garvey-mozgalomból származnak, ami a raszták Afrikába való visszajutását akarta elősegíteni. A piros a győzelem színe, de a raszták történelme során elesett mártírok vérét is szimbolizálja. A sárga az anyaföldi élet boldogságát jelenti és a napsütést, míg a zöld Etiópia, az ígéret földjének felvirágozásának szimbóluma. Gyakran használt szín még a fekete, mely Afrikát szimbolizálja, mivel a jamaicaiak 98%-a afrikai származású.
Az igazi raszták vegetáriánusok, csak növényi eredetű ételeket esznek, só és más fűszerek nélkül. Italaik is növényi eredetűek, általában teafélék.

## A dreadlock
A raszták frizurája (a dreadlock) eredetüket szimbolizálja, ellenkeznek az egyszerű dolgokkal és az uralkodó osztállyal. Először Szelasszié magánhadserege viselt ilyen frizurát, ezzel kifejezve bátorságukat és félelmetes mivoltukat.
A Bibliában is lehet utalásokat találni rá (3 Móz 21,5): „Fejükön ne nyírják meg a hajat, ne vágják le szakálluk végét.” Hajuk Júdea oroszlánját jelképezi, de jelenti még a rendszer elleni lázadást és a valódiságot.
A dreadlock valójában (habár mint fent olvasható, a raszták ellenkeznek az egyszerű dolgokkal) igen egyszerű hajviselet.
A dreadlock készítése nem bonyolult, de hosszú folyamat. Először attól függően hogy milyen vastag tincseket, és hány darabot szeretnénk, szét kell osztani a hajat egyenletesen. Általában kis négyzet alakú területekre osztják a hajat. Ezután erősen fel kell tupírozni a hajtincseket. A tupírozást követően összetekerik a hajat, hogy el lehessen kezdeni horgolni. A horgolásnak az a lényege, hogy a kilógó hajszálakat bele kell horgolni a tincs közepébe a tincs elejétől a végéig, minden oldalán.
Azóta persze vannak más megoldások is az ilyen hajkoronára vágyó emberek számára. A leghumánusabb, korunknak higiéniai szempontból is megfelelő módszer csak kis türelmet igényel, körülbelül négy órát vesz igénybe. Ennek során a hajat egyenlő vastagságú tincsekre választják, és egyesével, a hajtőtől a végek felé haladva egy sűrű fogú fésűvel tupírozzák, aztán csak simán betekerik. Ezt  a technikát neveszik más néven "twist n rip method"-nak. Ezek a hamis dreadlockok általában csak pár napig maradnak egyben.
A raszták "poser"-nek nevezik azokat az embereket IS akik nem raszták, de dreadlockot hordanak. A rasztáknak a dreadlock, nem csak egy egyszerű hajviselet, azt is mondják hogy a szívükben is viselik.

## A raszta kultúra ma
Sok minden változott a rasztafarizmus kezdete óta a világban és a vallás is az idők folyamán sok értelemben átminősült. A kezdetek kezdetén a „fekete öntudat mozgalma” volt, amely a fizikai harc helyett mentális harcot hirdetett Babilon ellen. Napjainkban a raszták vallása, életvitele, zenéje, ruhái, szokásai az egész világon elterjedtek, afrikai, európai, ázsiai, amerikai vidékeken. Már nem tipikus fekete vallás, a bőrszín, ahogy az eredeti tanításokban is szerepelt, lényegtelen. A raszták mindenhol a békét, a szeretetet, az egységet és a toleranciát képviselik. A 21. századi rasztának már nem kell istenítenie Hailé Szelassziét, nem kell Etiópiába vágyakoznia és nem kell a Garvey-féle Biblia-fordítást olvasnia, az elképzelésük Istenről nem olyan kötött, mint az 1920-as években vagy mint nagy világvallásokban. Ma már Babilon nem feltétlenül a fehér politikai elnyomás, hanem a globális gondokat okozó emberi gyarlóság szimbóluma, ami egyértelműen mérgezi a Földet és az emberiséget. A jelen raszta közösséget a marihuána, az azonos életfelfogás, a szimbólumok és a jellemző zene (reggae, ska, dub) szeretete tartja össze. Napjainkban is tüntetnek a marihuána legalizálásáért.

## Ismert rasztafári vallású emberek
- Bob Marley (1945–1981), zenész, énekes
- Buju Banton (szül. 1973), dancehall és ragga zenész, énekes
- Peter Tosh (1944-1987), a mozgalom egyik vezetője, grammy nyertes reggae zenész
- Nándor Tánczos (szül. 1966), az új-zélandi Zöld Párt parlamenti képviselője
- Sizzla (szül. 1977), dancehall és reggae zenész, énekes
- Alborosie (szül. 1977) reggae énekes és zenész
- Barrington Levy (szül. 1964)
- Yellowman (szül. 1956)
- Gentleman (szül. 1975)